# Elio Garbini
Elio Garbini (fl. XX secolo) è stato un calciatore italiano, di ruolo attaccante.

## Carriera
Gioca fino al 1932 nella Sarzanese; nel 1932 passa allo Spezia, con cui nella stagione 1932-1933 gioca in Serie B; segna il suo primo gol in carriera nella serie cadetta il 29 gennaio 1933 in Spezia-Legnano (3-2). Nell'arco della stagione gioca poi altre due partite senza più segnare. Nella stagione 1933-1934 gioca invece 13 delle 24 partite in programma per la squadra bianconera, nel corso delle quali segna anche 2 reti (il 15 ottobre 1933 in Spezia-Pro Patria 2-2 e l'11 marzo 1934 in Spezia-Derthona 1-0). Gioca in Serie B con lo Spezia anche durante la stagione 1934-1935, durante la quale totalizza 15 presenze e 3 reti.